# Jean-Claude Robbe
Pour les articles homonymes, voir Robbe.
Jean-Claude Robbe est un acteur français né le 18 août 1938[réf. nécessaire].

## Biographie
Comédien de théâtre, Jean-Claude Robbe entre en 1960 au Centre de la rue Blanche et, en parallèle, à l'École Périmony. Il débute au théâtre en 1962, et, de 1962 à 1965, il est assistant à la mise en scène de Jean Le Poulain. Il est engagé durant la même période par de nombreux metteurs en scène. En 1966, il part en tournée aux États-Unis avec Le tréteau de Paris pour jouer dans Antigone de Jean Anouilh et L'Annonce faite à Marie de Paul Claudel. Il retournera aux États-Unis et au Canada en 1971 pour jouer Figaro du Barbier de Séville de Beaumarchais, mis en scène par R. Clermont. En 1973, il interprète Francis dans La Cage aux folles à la création triomphale de la pièce, et retrouve son rôle lors de la reprise de la pièce en 1978. En 1975, il met en scène et interprète L'Intervention de Victor Haïm (auteur dont il a créé plusieurs pièces) avec Anne Jousset et Daniel Auteuil pour partenaires. Enfin, en 1980, il crée sur scène Soir de grève d'Odile Ehret en duo avec Marie-Georges Pascal dans une mise en scène de Virgil Tanase. En 1981, il crée sa propre troupe, La Compagnie des Nouveaux Classiques. Durant cinq ans, il montera de nombreux spectacles avec Micheline Dax, Jean-Marie Proslier, Christian Marin, Claude Titre, Pierre Doris et Jacques Bodoin[réf. nécessaire].
Sa carrière à l'écran est plus modeste et, à partir des années 1990, il travaille essentiellement à la post-synchronisation de films, de séries et de dessins animés,.

## Théâtre
- 1962 : La Contessa ou la Volupté d'être de Maurice Druon, mise en scène de Jean Le Poulain au Théâtre de Paris : Le photographe
- 1963 : Les Précieuses ridicules de Molière, mise en scène de Jean Meyer au Théâtre du Palais-Royal (reprise en 1965)
- 1963 : Judith de Friedrich Hebbel, mise en scène de Pierre Debauche au Théâtre Daniel-Sorano (Vincennes)
- 1963 : Le Malade imaginaire de Molière, mise en scène de Jean Meyer au Théâtre du Palais-Royal : 3e Archer et Secundus Doctor
- 1963 : Oh p'pa, pauvre p'pa, maman t'a pendu dans le placard et c'est ça qui m'flanqu'le cafard (ou Le placard) de Arthur L. Kopit, adaptation de Marcel Aymé, mise en scène de Jean Le Poulain au Théâtre des Bouffes-Parisiens
- 1964 : Têtes de rechange de Jean-Victor Pellerin, mise en scène de Jean Le Poulain au Théâtre des Bouffes-Parisiens : L'Agent
- 1965 : Copains clopant de Christian Kursner, mise en scène de Francis Joffo au Théâtre Charles de Rochefort et au Théâtre du Gymnase : Mallard
- 1966 : Tournée aux États-Unis avec Le Tréteau de Paris : L'Annonce faite à Marie (P. Claudel) : L'apprenti, et Antigone (J. Anouilh) : Le Garde
- 1967 : Le Jeu de l'amour et du hasard, de Marivaux (Festival de St Émilion) : Arlequin
- 1971 : Au bois lacté de Dylan Thomas, adaptation de Jacques Brunius, mise en scène de Stéphan Meldegg au Café-Théâtre le Tripot
- 1971 : Fric-Frac d'Édouard Bourdet, mise en scène de Jean Le Poulain au Théâtre Marigny : Féfé l'Égyptien
- 1972 : Tournée aux États-Unis (Le Tréteau de Paris), Le Barbier de Séville (Beaumarchais) : Figaro
- 1973 : Poivre de Cayenne de René de Obaldia, mise en scène au Théâtre Montpensier et tournée en Polynésie
- 1973 : La Cage aux folles de Jean Poiret, mise en scène de Pierre Mondy au Théâtre du Palais-Royal : Francis
- 1975 : L'Intervention de Victor Haïm, mise en scène au Café-Théâtre Le Sélénite
- 1977 : La Cage aux folles de Jean Poiret, mise en scène de Pierre Mondy au Théâtre du Palais-Royal (reprise) : Francis
- 1979 : Un balcon sur les Andes de Eduardo Manet, mise en scène de Jean-Louis Thamin au Nouveau Théâtre de Nice : Ramiro
- 1980 : Soir de grève d'Odile Ehret, mise en scène de Virgil Tanase au Théâtre du Marais et au Théâtre du Croq'Diamants : L'homme
- 1981 : Le Prince travesti de Marivaux, mise en scène de Sarah Sanders au Théâtre de la Plaine : Arlequin
- 1981 : Création[8] de la Cie des Nouveaux Classiques, mises en scène : Le Malade imaginaire, Dom Juan, Les Précieuses ridicules, et Les Fourberies de Scapin (Molière), Les Lettres de mon moulin (Alphonse Daudet)
- 1981 : Dom Juan de Molière, mise en scène au Théâtre de la Porte-Saint-Martin
- 1986 : La Chasse aux corbeaux d'Eugène Labiche, mise en scène Pierre Vielhescaze (Festival de Pau) : L'homme aux gilets
- 2004 : Celui qui partira de Maria Ducceschi (Festival de Sarlat), mise en scène
- 2006 : La Faute d'Anne Fabien, mise en scène au Théâtre des Cinq Diamants[9]
- 2009 : Les Fourberies de Scapin de Molière (Festival de Biarritz), mise en scène
- 2015 : Maison de famille de Brigitte Leclabart et Clothilde Lepeu, mise en scène (Orléans)
- 2015 : Les Diablogues de Roland Dubillard, mise en scène[10]
- 2016 : Le Saut du lit de Ray Cooney, mise en scène au Théâtre de l'ASIEM
- 2016 : 16 juin 1940 de Bruno Jarrosson, au Théâtre Manufacture des Abbesses : Georges Mandel
- 2016 : Trou de mémoire de Brigitte Leclabart et Clotilde Lepeu, mise en scène au Théâtre des arts et de la musique (Orléans)[11]
- 2018 : Je veux voir Mioussov de Valentin Kataïev, mise en scène au Theâtre St Léon
- 2018 : Moi, soldat inconnu de Grégory Duvall, mise en scène de Ph. Ogouz au Théâtre Montmartre-Galabru : Émile[5]

## Filmographie
- 1969 : Fortune, série télévisée : L'officier de justice
- 1970 : Les 7 péchés capitaux, de Sylvain Dhomme
- 1971 : Au théâtre ce soir, Fric-Frac : Féfé l'Égyptien
- 1975 : Les Compagnons d'Eleusis, série télévisée : Le technicien
- 1977 : Les Folies Offenbach, mini-série télévisée
- 1978 : On peut le dire sans se fâcher, de Roger Coggio
- 1981 : Jeannot l'Américain, épisode de la série télévisée Salut champion : Perioc
- 1988 : Over the Sea, film japonais de Koreishi Kurahara[réf. nécessaire]
- 1982 : Un balcon sur les Andes, téléfilm de Jacques Audoir
- 1991 : Julien contre Julien, épisode de la série télévisée Cas de divorce : François Julien

## Doublage (liste sélective)

### Cinéma

#### Films
- 1972[12] : Le Parrain : Jack Woltz (John Marley) (2e doublage)
- 1984 : Dune : Rabban (Paul L. Smith) et le médecin du baron (Leonardo Cimino)
- 1985 : La Chair et le Sang : Summer (John Dennis Johnston)
- 1987 : Angel Heart : Detective Deimos (Pruitt Taylor Vince)
- 1988 : Rambo 3 : Robert Griggs (Kurtwood Smith)
- 1988 : Le Blob : Shérif Herb Heller (Jeffrey DeMunn)
- 1989 : Mélodie pour un meurtre : Gruber (Richard Jenkins)
- 1989 : Tango et Cash : Quan (James Hong)
- 1989 : Johnny Belle Gueule : Larry (J.W. Smith)
- 1989 : Vidéokid : L'Enfant génial[13] : Nick Woods (Christian Slater)
- 1990 : Total Recall : Harry (Robert Costanzo)
- 1990 : Blue Steel : le braqueur de la supérette (Tom Sizemore)
- 1991 : Bob Roberts : Dr Caleb Menck (Tom Atkins)
- 1992 : Hoffa : Solly Solstein (Cliff Gorman)
- 1993 : Benny and Joon : Thomas (Dan Hedaya)
- 2000 : Bootmen : Walter (William Zappa)

#### Films d'animation
- 1989 : Astérix et le Coup du menhir : Caius Blocus

### Télévision

#### Séries télévisées
- Mission Impossible : Dr Doug Robert (Sam Elliott)
- Les Feux de l'amour : Quinn Redeker (Nicholas Reed, Joseph Thomas, Rex Sterling)
- Shérif, fais-moi peur : Cooter Davenport (Ben Jones)
- La Loi de Los Angeles : Tommy Mullaney (John Spencer)
- La Préférée : Antônio (Paulo Pinheiro)
- Falcon Crest : Darryl Clayton (Bradford Dillman)
- Côte Ouest : Ted Melcher (Robert Desiderio)
- Working Girl : A.J. Trask (Tom O'Rourke)
- Flash : Fosnight (Dick Miller)
- Urgences : Dr Jack Kayson (Sam Anderson)
- Une sacrée vie : Cooter Davenport (Ben Jones)
- Timecop : Dr Dale Easter (Kurt Fuller)
- Agence Acapulco : Arthur Small (Graham Heywood)
- Powder Park : Ludwig Lindner (Heinz Marecek)
- Dawson : Mr. Peterson (Edmund Kearney)
- Grosse Pointe : Richard Towers (Michael Hitchcock)
- Papa bricole : Wilson W. Wilson Jr (Harl Hindman)
- Boston Justice : Révérend Donald Diddum (Kurt Fuller)
- Prison Break : Gouverneur Frank Tancredi (John Heard)
- Chuck : Ted Roark (Chevy Chase)
- Mad Men : Gene Hofstadt (Ryan Cutrona)
- Big Day : Steve (Kurt Fuller)
- Preuve à l'appui : Jack Olson (William Russ)

#### Séries d'animation
- 1975[n 1] : La Tulipe Noire : Louis XVI
- 1982-1983[n 1] : La Petite Olympe et les Dieux : Zeus et Héphaïstos
- 1991-1993 : Le Tourbillon Noir : voix diverses
- 1992 : Batman : HARDAC et le maire Hamilton Hill (épisode 39)
- 1992-1997 : Eek le chat : Zoltar le destructeur, l'un des hommes de caverne et voix diverses
- 1993[n 2] : Le Tour du Monde en 80 Jours : le professeur Lidenbrock, le capitaine Némo et le professeur Aronnax
- 1994 : Gargoyles : Janus (épisode 40) et M. Dugan (épisode 45)
- 1996 : Il était une fois... les Explorateurs : Le Teigneux et le Gros (voix de remplacement)
- 1996 : Princesse Shéhérazade : Octopat (épisode 20) et l'aubergiste (épisode 30)
- 1996-1997 : Jonny Quest : Dr Benton Quest
- 1997 : Les Malheurs de Sophie : M. de Rugès, le père de Léon et Jean
- 2001 : Rusty le robot : Dr Donovan
- 2001-2005 : Jackie Chan : Hak Fou et Daolon Wong
- 2002 : Tristan et Iseut : Anguish
- 2003 : Stuart Little : l'un des ratons laveurs (épisode 5)